# Théophile Cart
Théophile Cart (Saint-Antoine-de-Breuilh, 31 marzo 1855 – Parigi, 21 maggio 1931) è stato un linguista ed esperantista francese.
Cart studiò a Basilea, Berlino, Roma e Berlino. Quando già conosceva sette lingue fu inviato dal governo francese in Svezia, per insegnare letteratura francese presso l'Università di Uppsala (1891-1892). Fra il 1892 e il 1921 insegnò presso il liceo Enrico IV di Parigi, e dal 1893 anche presso la Scuola di Scienze Politiche. Fu inoltre presidente della Società Linguistica di Parigi.

## La carriera da esperantista
Già nel 1894 Cart aveva ricevuto una grammatica di lingua esperanto; si interessò tuttavia alla lingua solo dopo essere stato colpito da un articolo di Carlo Bourlet apparso sulla Revue du Touring Club, la rivista del Touring Club francese, nel 1901. Appresa la lingua, Cart organizzò numerosi corsi per promuoverne la diffusione e diede alle stampe diverse grammatiche, che gli valsero l'attenzione del movimento esperantista di allora: divennero dei classici e furono tradotte in numerose lingue.
Cart amministrò la Presa Esperanto-Societo, casa editrice della rivista esperantista Lingvo internacia; dopo aver contribuito direttamente scrivendo sulla rivista, Cart ne divenne direttore nel 1907.
Fra il 1905 e il 1909 Cart fu vicepresidente della Société pour la propagation de l'Espéranto; fra il 1909 e il 1912 ne fu presidente. Fu inoltre membro della Akademio de Esperanto: diresse la commissione pri komuna vortaro ("per il vocabolario comune") nel 1908, e presiedette la Akademio nel 1920.

### L'impegno a favore dei ciechi
Théophile Cart divenne particolarmente noto, nel movimento esperantista, per il suo impegno a favore dei non vedenti, iniziato già nel 1903. Nel 1904 egli fondò la Esperanta Ligilo, la prima rivista esperantista in braille.

### La difesa dell'ortodossia della lingua
Cart giocò un importante ruolo nel 1907-08, quando la comparsa dell'ido, una proposta di riforma dell'esperanto, minacciò di danneggiare seriamente il movimento esperantista creando una pericolosa scissione. Già membro della Akademio, per quanto non ancora presidente, si attivò con tutte le proprie forze per evitare lo scisma. Il suo impegno gli valse il soprannome di fundamentisto, il "fondamentista", con riferimento al Fundamento de Esperanto, il volume in cui Ludwik Lejzer Zamenhof pubblicò le basilari 16 regole dell'esperanto.
In seguito si schierò contro la creazione continua di nuove parole, che venivano introdotte nella lingua principalmente tramite le traduzioni pubblicate da Ludwik Lejzer Zamenhof, Antoni Grabowski e Kabe.
(Théophile Cart, Lingvo internacia, marzo 1912)
Cart si schierò anche contro gli autori di vocabolari; nel 1911, in Lingvo internacia, recensì il vocabolario esperanto-francese di Émile Grosjean-Maupin con le parole: "Quel vocabolario non è solo un cattivo vocabolario, è anche una cattiva azione."

## Opere
Oltre ad innumerevoli articoli e lavori di promozione dell'esperanto per il pubblico generale o per i non vedenti, Cart pubblicò:
- Una lunga serie di grammatiche in francese, fra cui Espéranto en 10 leçons (1902), tradotta in molte lingue (e realizzata con l'ausilio di collaboratori);
- Il Vocabulaire français-espéranto et abrégé espéranto-français (1903, con collaboratori);
- Esperanta Radikaro (1906);
- Il Plena Klasika Libro (1912, con collaboratori);
- Biletoj de Blankbarbulo (1913-17, in esperanto);
- Vortoj de Profesoro Cart (1927);
- Pri Landnomoj (1927).